# Distretto di Khash
Il distretto di Khash è un distretto della Provincia del Badakhshan, nell'Afghanistan settentrionale. Il capoluogo del distretto è Khash. È stato istituito nel 2005, da territori che precedentemente facevano parte del distretto di Jurm.

## Popolazione
Nel 2003, la popolazione del distretto è risultata essere di 15.436 unità. L'etnia prevalente è quella tagica (70%), seguita da quella uzbeka (20%); sono anche presenti dei Beluci e dei Mughal (10%). La maggioranza della popolazione è musulmana sunnita. Le lingue principalmente parlate sono il dari e il tagico.

## Geografia fisica
Il distretto di Khash occupa un'area di 264 km², e conta un totale di 21 villaggi. Confina a nord col distretto di Arghanj Khwa; a nord-est col distretto di Baharak; ad est col distretto di Jurm; a sud-ovest col distretto di Darayim; ad ovest col distretto di Argo.

## Istruzione
Il tasso di alfabetizzazione del distretto è molto basso: soltanto il 50% degli uomini e il 10% delle donne sono istruiti. Vi sono 4 scuole secondarie di coeducazione e 4 scuole superiori (delle quali 2 per maschi e 2 per femmine). Il numero totale degli alunni è di 5862 unità (3010 maschi e 2852 femmine). Gli insegnanti disponibili sono invece 227 (di cui 178 maschi e 49 femmine).

## Agricoltura e allevamento
Nel distretto di Khash vengono coltivati grano, orzo, papavero da oppio e hashish. Vengono invece allevati caprini ed ovini.